# Сордеволо
Сордеволо (итал. Sordevolo) — коммуна в Италии, находится в регионе Пьемонт, в провинции Бьелла.
Население составляет 1333 человека (2008), плотность населения составляет 103 чел./км². Занимает площадь 13 км². Почтовый индекс — 13817. Телефонный код — 015.
Покровителем коммуны почитается святитель Амвросий Медиоланский, празднование 7 декабря.

## Демография
Динамика населения:

## Администрация коммуны
- Официальный сайт: http://www.comune.sordevolo.bi.it/